# 博赫爾-奥多倫
博赫爾-奥多倫（荷蘭語：Borger-Odoorn）是荷蘭的一個市镇，位於荷蘭東北部，在行政區劃上屬於德倫特省。

## 外部連結
- Official website （页面存档备份，存于）